# Charles Goodyear
Charles Goodyear (New Haven, Connecticut, 1800. december 29. – New York, 1860. július 1.) kémikus és technikus. A gumi vulkanizálásának feltalálója.
Soha nem volt gazdag vagy jómódú, többször megjárta az adósok börtönét. A gumi mint alapanyag régóta érdekelte, és meggyőződése volt, hogy egyszer széles körben, mindenfélére használni fogják. Felesége többször is jelenetet rendezett a haszontalan elfoglaltság miatt, így Goodyear csak titokban próbálkozott tovább. Állítólag épp ennek köszönhette, hogy végül feltalálta a vulkanizált gumit: felesége egyszer váratlanul ért haza, Goodyear pedig hirtelen csak a meleg kályhára tudta dobni a kénnel kezelt gumidarabot. Mikor órák múlva visszament érte, döbbenten látta, hogy tartós, de rugalmas lett a végeredmény.
Termékét öt évvel első sikere után, 1844-ben szabadalmaztatta, ám a vulkanizált gumit hiába szabadalmaztatta, találmányát még életében ellopták tőle az óriásgyárak.
1852-ben Angliába költözött; Franciaországban megkapta a Becsületrend Keresztjét.
Charles Goodyear a kilátástalan perekben fizikailag is teljesen tönkrement, és koldusszegényen, 200 ezer dolláros tartozást felhalmozva halt meg 59 éves korában.